# 간디, 나의 아버지
간디, 나의 아버지(Gandhi, My Father)는 페로즈 압바스 칸 감독의 2007년 인도 영화이다. 볼리우드 배우 아닐 카푸르가 제작한 이 영화는 2007년 8월 3일 개봉되었다.
이 영화는 모한다스 카람찬드 간디와 그의 아들 하릴랄 간디 간의 난처한 관계를 다루고 있다.

## 배경
이 영화는 달랄(Chandulal Bhagubhai Dalal)이 쓴 Harilal Gandhi: A Life라는 제목의 할릴랄 간디의 일대기를 기반으로 한다. 이 영화는 뭄바이, 아마다바드를 포함한 일부 인도 도시, 그리고 남아프리카 공화국에서 촬영되었다.

## 출연
- 아카사예 칸나 (Akshaye Khanna)
- 부미카 차우라 (Bhoomika Chawla) - 굴랍 간디
- 시팔리 섀티 (Shefali Shetty) - 카스털바 간디
- 비나이 자인 (Vinay Jain) - 칸티 간디

## 수상
- 2008 National Film Awards
- 2008 Zee Cine Awards
- 2008 IIFA Awards
- 2007 Asia Pacific Screen Awards